# 五氟化金
五氟化金是一种无机化合物，分子式为Au2F10。这个氟化物的特点是金处于最高氧化态。这种红色固体溶于氟化氢，但是会分解，释放出氟。
五氟化金在固态时为中心对称的六配位（八面体）晶体，中心原子为金原子。 它是唯一已知的五氟化物二聚体，其他五氟化物是单体（磷、砷、锑、氯、溴、碘），四聚体（铌、钽、铬、钼、钨、锝、铼、钌、锇、铑、铱、铂） ，或多聚体（铋、钒、铀）。五氟化金在气态下二聚体和三聚体的比例保持在82:18。
五氟化金是已知的最强的路易斯酸，甚至超过了已知的五氟化锑。

## 制备
金属金在氟气和氧气中加热至370 °C，加压至8个大气压，生成六氟合金酸氧。
{\displaystyle {\rm {\ 2Au+2O_{2}+6F_{2}\rightarrow 2O_{2}AuF_{6}}}}
这种盐在180 °C时分解，生成五氟化金。
{\displaystyle {\rm {\ 2O_{2}AuF_{6}{\xrightarrow {\Delta }}2AuF_{5}+2O_{2}+F_{2}}}}
或者使用二氟化氪作为氧化剂：
{\displaystyle {\rm {\ 7KrF_{2}+2Au\rightarrow 2KrF^{+}AuF_{6}^{-}+5Kr}}}
这种不稳定的加合物在60℃分解，生成五氟化金、氟和氪：
{\displaystyle {\rm {\ KrF^{+}AuF_{6}^{-}{\xrightarrow {\Delta }}AuF_{5}+Kr+F_{2}}}}